# Droit de clientèle
 (octobre 2018).
Si vous disposez d'ouvrages ou d'articles de référence ou si vous connaissez des sites web de qualité traitant du thème abordé ici, merci de compléter l'article en donnant les références utiles à sa vérifiabilité et en les liant à la section « Notes et références ».
La clientèle est, en droit civil ou des affaires[Lequel ?], un patrimoine mobilier incorporel faisant partie du fonds de commerce. Elle en est une partie essentielle, en ce que le fonds de commerce a pour vocation la constitution et la conservation d'une clientèle.
Elle est donc selon cette définition un bien mobilier qui peut être cédé par le propriétaire, indirectement par la vente du fonds de commerce ou individuellement comme ses autres constituants (l'enseigne, la propriété intellectuelle, les marchandises, le matériel, le droit au bail des murs, etc.).
Son statut est particulier et sujet à débats encore d'actualité, en effet elle est traditionnellement considérée comme étant composée de la « communauté d’hommes et de femmes » qui la forment, on ne peut que difficilement assimiler cet ensemble à un bien. C'était la définition qui était retenue en France depuis le 19e siècle et jusqu'à l'arrêt de la première chambre civile de la Cour de cassation du 7 novembre 2000 au sujet de la clientèle d'un cabinet médical.
En effet, jusqu'alors, la clientèle civile d'un cabinet médical ou d'une étude d'avocat ne pouvait être revendue directement car la relation de confiance entre le client et le praticien était considérée comme dépendant du praticien. Un moyen détourné était pratiqué dans le cas de successions ou d'associations, il consistait à conclure un contrat de non-concurrence accompagné d'une présentation de la clientèle au nouveau praticien, les clients étant libres de leur choix. L'arrêt du 7 novembre 2000 a tranché dans le sens inverse en se basant sur une définition de la clientèle comme étant l'opportunité dans le futur d'affaires avec la clientèle, la clientèle peut maintenant être cédée à condition que les clients gardent leur liberté de choix. 